# Geografija Združenega kraljestva
Združeno kraljestvo je suverena država ob severozahodni obali celinske Evrope. S skupno površino približno 248.532 kvadratnih kilometrov zavzema večji del arhipelaga Britanskega otočja in vključuje otok Velika Britanija, severovzhodno eno šestino otoka Irska in številne manjše okoliške otoke. Je 7. največja otoška država na svetu. Celinska območja ležijo med 49° S in 59° S (Shetlandski otoki segajo do skoraj 61° S) in zemljepisno dolžino 8° Z do 2° V. Kraljevi observatorij Greenwich v jugovzhodnem Londonu je odločilna točka začetnega poldnevnika.
Združeno kraljestvo leži med severnim Atlantikom in Severnim morjem ter je oddaljeno 35 km od severozahodne obale Francije, od katere jo ločuje Rokavski preliv. Z Republiko Irsko si deli 499 km mednarodne kopenske meje. Predor pod Rokavskim prelivom zdaj povezuje Združeno kraljestvo s Francijo.
Britanska čezmorska ozemlja in kronske odvisnosti so zajeta v posebnih člankih.

## Območje
Skupna površina Združenega kraljestva po podatkih Urada za nacionalno statistiko znaša 248.532 kvadratnih kilometrov, ki obsegajo otok Velika Britanija, severovzhodno eno šestino otoka Irske (Severna Irska) in številne manjše otoke. Zaradi tega je 7. največja otoška država na svetu. Anglija je največja država Združenega kraljestva s 132.938 kvadratnimi kilometri, kar predstavlja nekaj več kot polovico celotne površine Združenega kraljestva. Škotska na 80.239 kvadratnih kilometrih je druga največja in predstavlja približno tretjino površine Združenega kraljestva. Wales in Severna Irska sta veliko manjša, pokrivata 21.225 oziroma 14.130 kvadratnih kilometrov.
Območje držav Združenega kraljestva je navedeno v spodnji tabeli. Podatki o površini Anglije, največje države, so razdeljeni tudi po regijah.
| Rang | Ime | Površina                                                                                                   |
| ---- | --- | --- |
| 1    | Anglija ∟ Jugozahodna Anglija ∟ Vzhodna Anglija ∟ Jugovzhodna Anglija ∟ Vzhodni Midlands ∟ Yorkshire in Humber ∟ Severozahodna Anglija ∟ Zahodni Midlands ∟ Severovzhodna Anglija ∟ Veliki London | 132.938 km2 23.837 km2 19.120 km2 19.096 km2 15.627 km2 15.420 km2 14.165 km2 12.998 km2 8592 km2 1572 km2 |
| 2    | Škotska | 80.239 km2                                                                                                 |
| 3    | Wales | 21.225 km2                                                                                                 |
| 4    | Severna Irska | 14.130 km2                                                                                                 |
|      | Združeno kraljestvo | 248.532 km2                                                                                                |
|      | Britanska čezmorska ozemlja | 1.727.570 km2                                                                                              |

Britansko antarktično ozemlje, ki pokriva površino 1.709.400 km², je geografsko največje med britanskimi čezmorskimi ozemlji, sledijo mu Falklandski otoki, ki pokrivajo površino 12.173 km². Preostalih dvanajst čezmorskih ozemelj pokriva površino 5.997 km².
Druge države z zelo podobnimi površinami kot Združeno kraljestvo so Gvineja (nekoliko večja), Uganda, Gana in Romunija (vse nekoliko manjše). Združeno kraljestvo je 80. največja država na svetu po površini in 10. največja v Evropi (če je vključena evropska Rusija).

## Odvisna ozemlja
Kronske odvisnosti:
- otok Man
- Kanalski otoki
  - Jersey
  - Guernsey
  - Alderney
  - Sarka
  - Herm

Čezmorska ozemlja
- Angvila
- Bermudi
- Britansko antarktično ozemlje
- Britansko ozemlje v Indijskem oceanu
- Britanski Deviški otoki
- Kajmanji otoki
- Falklandski otoki
- Gibraltar
- Montserrat
- Pitcairnovi otoki
- Sveta Helena, Ascension in Tristan da Cunha
- Južna Georgija in Južni Sandwichevi otoki
- Akrotiri in Dekelija
- Otoki Turks in Caicos

## Fizična geografija
Fizična geografija Združenega kraljestva se zelo razlikuje. Anglija je sestavljena iz večinoma nižinskega reliefa, z gorskim ali hribovitim terenom, ki ga najdemo le severozahodno od črte Tees–Exe. Gorska območja so Lake District, Pennini, North York Moors, Exmoor in Dartmoor. Nižinska območja običajno prečkajo nizki hribi, ki so pogosto sestavljeni iz krede, in ravnine. Škotska je najbolj gorata država v Združenem kraljestvu in njeno fizično geografijo odlikuje prelom Highland Boundary Fault, ki prečka škotsko celino od Helensburgha do Stonehavena. Prelomnica ločuje dve izrazito različni regiji Višavja na severu in zahodu ter Nižavja na jugu in vzhodu. Višavje je pretežno gorato, saj obsega večino gorate pokrajine Škotske, medtem ko Nižavje obsega nižja ozemlja, zlasti v osrednjem nižavju, z vzpetinami in goratim terenom, ki so na južnem višavju. Wales je večinoma gorat, čeprav je južni Wales manj gorat kot severni in srednji Wales. Severno Irsko sestavlja večinoma hribovita pokrajina in njena geografija vključuje gorovje Morne kot tudi Lough Neagh, ki meri 388 kvadratnih kilometrov, največje vodno telo v Združenem kraljestvu.
Celotno geomorfologijo Združenega kraljestva je oblikovala kombinacija sil, vključno s tektoniko in podnebnimi spremembami, zlasti poledenitve na severnih in zahodnih območjih.
Najvišja gora v Združenem kraljestvu (in na Britanskem otočju) je Ben Nevis v pogorju Grampian na Škotskem. Najdaljša reka je reka Severn, ki teče iz Walesa v Anglijo. Največje jezero po površini je Lough Neagh na Severnem Irskem, čeprav ima največjo količino škotsko jezero Loch Ness.

## Geologija
Geologija Združenega kraljestva je kompleksna in raznolika, kar je posledica dejstva, da je bilo v zelo dolgem časovnem obdobju podvrženo različnim tektonskim procesom. Spreminjanje zemljepisne širine in morske gladine so bili pomembni dejavniki v naravi sedimentnih zaporedij, medtem ko so zaporedni trki celin vplivali na njegovo geološko strukturo, pri čemer so večji prelomi in gubanja dediščina vsake orogeneze (obdobje gradnje gora), ki je pogosto povezana z vulkansko dejavnostjo in metamorfoza obstoječih kamninskih zaporedij. Zaradi te pestre geološke zgodovine Združeno kraljestvo kaže bogato raznolikost pokrajin.

### Predkambrij
Najstarejše kamnine na Britanskem otočju so Lewisovi gnajsi, metamorfne kamnine, najdene na skrajnem severozahodu Škotske in v Hebridih (z nekaj majhnimi izdanki drugod), ki izvirajo iz vsaj 2700 milijonov let (Ma = pred milijoni let). Južno in vzhodno od gnajsov je kompleksna mešanica kamnin, ki tvorijo severozahodno višavje in pogorje Grampian na Škotskem. To so v bistvu ostanki nagubanih sedimentnih kamnin, ki so bile odložene med 1000 in 670 leti nad gnajsom na takratnem dnu Japetovega oceana.

### Paleozoik
Pri 520 Ma je bila današnja Velika Britanija razdeljena med dve celini; sever Škotske je bil na celini Lavrencija na približno 20° južno od ekvatorja, medtem ko je bila preostala država na celini Gondvana blizu Antarktičnega kroga. V Gondvani sta bila Anglija in Wales večinoma potopljena pod plitvim morjem, posejanim z vulkanskimi otoki. Ostanki teh otokov ležijo pod večjim delom osrednje Anglije z majhnimi izdanki, ki so vidni na številnih mestih.
Približno 500 milijonov let so se južna Britanija, vzhodna obala Severne Amerike in jugovzhodna Nova Fundlandija odcepile od Gondvane in oblikovale celino Avalonijo, ki se je do 440 milijonov let premaknila na približno 30° južno. V tem obdobju je bil severni Wales podvržen vulkanski dejavnosti. Ostanki teh vulkanov so še vedno vidni, eden od njih je Rhobell Fawr, star 510 milijonov let. Velike količine vulkanske lave in pepela, znane kot Borrowdale Volcanics, so prekrile Lake District in to je še vedno mogoče videti v obliki gora, kot sta Helvellyn in Scafell Pike.
Med 425 in 400 milijoni let se je Avalonija združila s celino Baltika in združena kopenska masa je trčila v Lavrencijo pri približno 20° južne širine in združila južno in severno polovico Velike Britanije. Kaledonska orogeneza, ki je nastala, je v večjem delu severne in zahodne Britanije povzročila gorovje v alpskem slogu.
Trčenje med celinami se je nadaljevalo v devonskem obdobju, kar je povzročilo dvigovanje in posledično erozijo, kar je povzročilo odlaganje številnih plasti sedimentnih kamnin v nižinah in morjih. Stari rdeči peščenjak ter sodobni vulkani in morski sedimenti, najdeni v Devonu, izvirajo iz teh procesov.
Približno 360 milijonov je Velika Britanija ležala na ekvatorju, prekrita s toplimi plitvimi vodami Rejskega oceana, v tem času pa se je odlagal karbonski apnenec, kot ga najdemo v hribih Mendip in okrožju Peak v Derbyshiru. Kasneje so nastale rečne delte in odložene usedline so naselile močvirja in deževni gozd. V tem okolju je nastal Coal Measures, vir večine obsežnih britanskih zalog premoga.
Okoli 280 Ma se je pojavilo obdobje gradnje gora v variški orogenezi, spet zaradi trka celinskih plošč, kar je povzročilo velike deformacije v jugozahodni Angliji. Splošno območje variškega gubanja je bilo južno od črte vzhod–zahod približno od južnega Pembrokeshira do Kenta. Proti koncu tega obdobja je pod prekrivnimi kamninami Devona in Cornwalla nastal granit, ki je zdaj izpostavljen v Dartmoorju in Bodmin Moorju.
Do konca karbonskega obdobja so se različne celine Zemlje združile v superkontinent Pangea. Britanija je bila v notranjosti Pangee, kjer je bilo izpostavljeno vročemu in sušnemu puščavskemu podnebju s pogostimi hudourniškimi poplavami, ki so puščale usedline, ki so tvorile plasti rdečih sedimentnih kamnin.

### Mezozoik
Ko se je Pangea v triasu premikala, se je Velika Britanija oddaljila od ekvatorja, dokler ni bila med 20° in 30° severno. Ostanki variškega gorja v Franciji na jugu so bili erodirani, zaradi česar so se plasti novega rdečega peščenjaka odložile po osrednji Angliji.
Pangea je začela razpadati na začetku jurskega obdobja. Gladina morja se je dvignila in Britanija se je na Evrazijski plošči pomaknila med 31° in 40° severno. Velik del Britanije je bil spet pod vodo in sedimentne kamnine so se odložile in jih je zdaj mogoče najti pod večjim delom Anglije od Cleveland Hills v Yorkshiru do jurske obale v Dorsetu. Sem spadajo peščenjaki, zeleni peski, oolitni apnenec Cotswold Hills, koralni apnenec Vale of White Horse in otoka Portland. Zakopavanje alg in bakterij pod muljem morskega dna je v tem času povzročilo nastanek nafte in zemeljskega plina v Severnem morju.
Ko so se oblikovale sodobne celine, je v obdobju krede nastal Atlantski ocean, ki je postopoma ločeval severno Škotsko od Severne Amerike. Zemlja je bila podvržena nizu dvigov, da je nastala rodovitna nižina. Po približno 20 milijonih let so morja spet začela poplavljati kopno, dokler ni bil velik del Britanije spet pod morjem, čeprav se je gladina morja pogosto spreminjala. Kreda in kremen sta bila odložena v večjem delu Velike Britanije, zdaj sta vidno izpostavljena pri Dovrskih belih klifih in Sedem sester ter tvorita ravnico Salisbury.

### Kenozoik
Med 63. in 52. Ma so nastale zadnje vulkanske kamnine v Veliki Britaniji. Večji izbruhi v tem času so povzročili planoto Antrim, bazaltne stebre Giant's Causeway in otok Lundy v Bristolskem kanalu.
Alpidska orogeneza, ki je potekala v Evropi okoli 50 milijonov let, je bila odgovorna za gubanje plasti v južni Angliji, kar je povzročilo sinklinalo Londonskega bazena, antiklinalo Weald-Artois na jugu, North Downs, South Downs in Chiltern Hills.
V obdobju nastanka Severnega morja je bila Britanija dvignjena. Nekaj tega dviga je bilo vzdolž starih linij šibkosti, ki so ostale od kaledonske in variške orogeneze veliko prej. Dvignjena območja so bila nato erodirana in nadaljnji sedimenti, kot je londonska glina, so bili odloženi nad južno Anglijo.
Večje spremembe v zadnjih 2 milijonih let je povzročilo več nedavnih ledenih dob. Najhujša je bila angleška poledenitev z ledom, debelim do 1000 m, ki je segal daleč na jug do Londona in Bristola. To se je zgodilo pred približno 478.000 do 424.000 leti in je bilo odgovorno za preusmeritev reke Temze v njen sedanji tok. Med najnovejšo devensko poledenitvijo, ki se je končala pred komaj 10.000 leti, je ledena plošča dosegla jug do Wolverhamptona in Cardiffa. Med elementi, ki jih je pustil led, so fjordi na zahodni obali Škotske, doline v obliki črke U v Lake Districtu in balvani (kamninski bloki), ki so bili prepeljani iz norveške regije Oslo in odloženi na obalo Yorkshire.
Med najpomembnejšimi geološkimi značilnostmi, ustvarjenimi v zadnjih dvanajst tisoč letih, so nahajališča šote na Škotskem ter obalnih in gorskih območij Anglije in Walesa.
Trenutno se Škotska še naprej dviguje zaradi dvigovanja teže devenškega ledu. Južna in vzhodna Anglija se pogrezata, na splošno ocenjeno na 1 mm na leto, pri čemer se območje Londona pogreza z dvojno hitrostjo, deloma zaradi nenehnega zbijanja nedavnih glinenih usedlin.

## Gore in hribi
Deset najvišjih gora v Veliki Britaniji je na Škotskem. Najvišji vrhovi v vsakem delu Združenega kraljestva so:
- Škotska: Ben Nevis, 1345 m
- Wales: Snowdon (Yr Wyddfa), (Snowdonia), 1085 m
- Anglija: Scafell Pike (Cumbrijske gore), 978 m
- Severna Irska: Slieve Donard (gorovje Mourne), 852 m

Vrste gora in hribov v Združenem kraljestvu so:
- Škotska: Cairngorms, Škotsko višavje, Južno gorovje, pogorje Grampian, pogorje Monadhliath, Ochil Hills, Campsie Fells, Cuillin
- Wales: Brecon Beacons (Bannau Brycheiniog), Kambrijsko gorovje (Mynyddoedd Cambria), Clwydian Hills (Bryniau Clwyd), Snowdonia (Eryri), Black Mountains (Y Mynyddoedd Duon), Preseli Hills (Y Preseli)
- Anglija: Cheviot Hills, Chilterns, Cotswolds, Dartmoor, Lincolnshire Wolds, Exmoor, Lake District, Malvern Hills, Mendip Hills, North Downs, Peak District, Pennini, South Downs, Shropshire Hills, Yorkshire Wolds
- Severna Irska: gorovje Morne, Antrimska planota, gorovje Sperrin

Najnižja točka Združenega kraljestva je v Fens v vzhodni Angliji, katerega deli ležijo do 4 metre pod morsko gladino.

## Reke in jezera
Najdaljša reka v Združenem kraljestvu je reka Severn (350 km), ki teče skozi Wales in Anglijo.
Najdaljše reke v Združenem kraljestvu, ki so v celoti znotraj vsake od njegovih konstitutivnih držav, so:
- Anglija: reka Temza (346 km)
- Škotska: reka Tay (188 km)
- Severna Irska: reka Bann (122 km)
- Wales: reka Usk (126 km)

Največja jezera (po površini) v Združenem kraljestvu po državah so:
- Severna Irska: Lough Neagh (381,7 km²)
- Škotska: Loch Lomond (71,1 km²)
- Anglija: Windermere (14,7 km²)
- Wales: jezero Bala (Llyn Tegid) (4,8 km²)

Najgloblje jezero v Združenem kraljestvu je Loch Morar z največjo globino 309 metrov; Loch Ness je drugi z 228 metri globine. Najgloblje jezero v Angliji je Wastwater, ki doseže globino 79 metrov.
Loch Ness je po prostornini največje jezero v Veliki Britaniji.

## Obala
Združeno kraljestvo ima obalo, ki meri približno 12.429 km. Velika razčlenjenost obale pomaga zagotoviti, da nobena lokacija ni oddaljena več kot 125 km od plimovanja.
Združeno kraljestvo zahteva jurisdikcijo nad epikontinentalnim pasom, kot je opredeljeno v odredbah o epikontinentalnem pasu ali v skladu z dogovorjenimi mejami, izključno ribolovno cono 200 nmi (370,4 km; 230,2 milje) in teritorialno morje 12 nmi (22,2 km; 13,8 milje).
Združeno kraljestvo ima v Evropi izključno ekonomsko cono, ki meri 773.676 km². Vendar, če so vključene vse kronske odvisnosti in čezmorska ozemlja, je skupna izključna ekonomska cona 6.805.586 km², kar je 5. največje na svetu.

## Plimne ravnine
Nedavna globalna analiza daljinskega zaznavanja je pokazala, da je bilo v Združenem kraljestvu 2697 km² plimovanja, zaradi česar je država na 12. mestu glede na to, koliko plimovanja se tam pojavlja.

## Otoki
Ocenjuje se, da je Združeno kraljestvo sestavljeno iz več kot tisoč majhnih otokov, ki so večinoma ob severni in zahodni obali Škotske. Po popisu iz leta 2001 jih je okoli 130 naseljenih.
Največji otok v Veliki Britaniji je Velika Britanija. Največji otoki po konstitutivni državi so Lewis in Harris na Škotskem z 2180 km², valižanski Anglesey s 710 km², otok Wight v Angliji s 380 km² in Rathlin na Severnem Irskem z okoli 16 km²;

## Podnebje
Podnebje Združenega kraljestva je na splošno zmerno, čeprav se pojavljajo znatne lokalne razlike, zlasti zaradi nadmorske višine in oddaljenosti od obale. Na splošno je jug države toplejši od severa, zahod pa vlažnejši od vzhoda. Zaradi vpliva segrevanja Zalivskega toka je Združeno kraljestvo znatno toplejše od nekaterih drugih lokacij na podobni zemljepisni širini, kot je Nova Fundlandija.
Prevladujoči vetrovi so jugozahodni, severnoatlantskega toka. Več kot 50 % dni je oblačnih. Naravnih nevarnosti je malo, čeprav so lahko močni vetrovi in poplave, zlasti pozimi.
Povprečna letna količina padavin se giblje od več kot 3000 mm v Škotskem višavju do 553 mm v Cambridgeu. Okrožje Essex je eno najbolj suhih v Združenem kraljestvu, s povprečno letno količino padavin okoli 600 mm, čeprav običajno dežuje več kot 100 dni na leto. V nekaterih letih je lahko količina padavin v Essexu manjša od 450 mm, kar je manj kot povprečna letna količina padavin v Jeruzalemu in Bejrutu.
Najvišja zabeležena temperatura v Združenem kraljestvu je bila 40,3 °C v Coningsbyju v Lincolnshiru 20. julija 2022. Najnižja je bila −27,2 °C, zabeležena v Braemarju v gorovju Grampian na Škotskem 11. februarja 1895 in 10. januarja 1982 ter v Altnaharri, prav tako na Škotskem, 30. decembra 1995.

## Naravni viri
V preteklosti je bil velik del Združenega kraljestva poraščen z gozdovi. Od prazgodovine je človek izkrčil velik del površine.
Kmetijstvo je intenzivno, visoko mehanizirano in učinkovito po evropskih standardih ter proizvede približno 60 % potreb po hrani s samo 1 % delovne sile. Prispeva približno 2 % BDP. Približno dve tretjini pridelave je namenjene živinoreji, tretjina poljščinam.
Leta 1993 je bilo ocenjeno, da je bila raba zemljišč:
- Njive: 25 %
- Trajni nasadi: 0 %
- Trajni pašniki: 46 %
- Gozdovi in gozdovi: 10 %
- Drugo: 19 %
- Namakano: 1.080 km²

Združeno kraljestvo ima različne naravne vire, vključno z:
- Geološki: premog, nafta, zemeljski plin, apnenec, kreda, sadra, silicijev dioksid, kamena sol, porcelanska glina, železova ruda, kositer, srebro, zlato, svinec.
- Kmetijsko: njive, pšenica, ječmen, ovce

Združeno kraljestvo ima velike zaloge premoga, zemeljskega plina in nafte; proizvodnja primarne energije predstavlja 10 % BDP, kar je eden najvišjih deležev v kateri koli industrijski državi. Zaradi otoške lege Združenega kraljestva ima država velik potencial za proizvodnjo električne energije iz energije valov in plimovanja, čeprav te še niso komercialno izkoriščene.